# San Simón Culhuacán
El Barrio de San Simón Culhuacán, es uno de los barrios con mayor territorio de la alcaldía Iztapalapa de Ciudad de México

## Límites
Abarca desde canal nacional hasta la colonia Fuego Nuevo y su territorio queda dividido por Avenida Tláhuac. Colinda con los Barrios de Tula, Culhuacán y la Colonia Estrella Culhuacán

## Festividades
La Fiesta Patronal se celebra en octubre, el día 27 se dan mañanitas en la Capilla; el 28 los mayordomos y gente del barrio, organizan varias actividades, pirotecnia, baile y comida. Al igual que en los demás barrios se deja la Fiesta Principal para el Fin de Semana y a los 8 días se celebra una gran Fiesta de Octava.
Durante la Fiesta Patronal de San Simón, podemos encontrar juegos mecánicos, puestos de comida, quema del castillo y fuegos artificiales.
Es importante mencionar que San Simón forma parte de las tradiciones del pueblo de culhualcan ya que San Simón forma parte de este grupo de tradicional e importante en esta zona. 
En el Distrito Federal este tipo de tradiciones se han perdido, pero es importante tratar de salvar nuestras tradiciones para ser un pueblo con cultura.
- Datos: Q6119727